# 丸亀市立西中学校
丸亀市立西中学校（まるがめしりつ にしちゅうがっこう）は、香川県丸亀市中府町にある公立中学校。

## 教育目標
- 自ら学び，たくましく，ともに生きる生徒の育成

## 部活動

### 運動部
- バレー部
- ソフトボール部
- 野球部
- ソフトテニス部
- バスケットボール部
- 卓球部
- バドミントン部
- サッカー部
- 陸上部
- 水泳部
- 柔道部

### 文化部
- 吹奏楽部
- 美術部
- 放送部
- 家庭科部
- 合唱部

## 主な学校行事
- 修学旅行
- 運動会
- 西苑祭（合唱コンクール）
- 卒業式

## 通学区域が隣接している学校
- 丸亀市立東中学校
- 丸亀市立南中学校
- 善通寺市立東中学校
- 多度津町立多度津中学校